# Good Stuff
«Good Stuff» es el segundo sencillo del álbum debut Kaleidoscope (1999) de la cantante Kelis. El sencillo presenta al rapero Terrar (Pusha T), del súo de hip hop Clipse. Fue un fracaso en U.S. Billboard Hot 100 y solo tuvo un éxito limitado en algunos mercados europeos, no obstante se volvió un segundo top veinte para kelis en el UK Singles Chart, alcanzando la posición 19.

## Lista de canciones
CD 1
1. «Good Stuff» (Álbum Versión) – 3:52
2. «Good Stuff» (Forces of Nature Radio Edit Mix) – 3:23
3. «Good Stuff» (Junior's Transatlantic Mix) – 11:02
4. «Good Stuff» (Video) – 4:22

## Video musical
La cantante aparece acompañada por un grupo de amigos entrando por la noche en una pista de patinaje. Allí, algunos, se quitan la ropa y comienzan a bailar sensualmente y a patinar hasta que llegan un grupo de mujeres, vigilantes, y echan a todos
CD 2
1. «Good Stuff» (UK Radio Edit) – 3:17
2. «Good Stuff» (Forces of Nature Sunami Vocal Mix) – 6:07
3. «Good Stuff» (Junior's Radio Edit) – 4:42

Casete sencillo
1. «Good Stuff» (UK Radio Edit) – 3:17
2. «Good Stuff» (Forces of Nature Radio Edit Mix) – 3:23
3. «Good Stuff» (Junior's Radio Edit) – 4:42

## Historial de lanzamiento
| País           | Fecha                   |
| -------------- | ----------------------- |
| Estados Unidos | 18 de noviembre de 1999 |
| Europa         | 5 de junio de 2000      |

## Posicionamiento
| Listas (2000)                    | Posición |
| -------------------------------- | -------- |
| Belgian Singles Chart (Flanders) | 41       |
| Dutch Single Top 100             | 78       |
| German Singles Chart             | 72       |
| Swedish Singles Chart            | 44       |
| Swiss Singles Chart              | 74       |
| UK Singles Chart                 | 19       |